# Ivo Minář
Ivo Minář (* 21. Mai 1984 in Prag, damals ČSSR) ist ein ehemaliger tschechischer Tennisspieler.

## Karriere
Der Rechtshänder begann seine professionelle Karriere 2002 und konnte bislang mit der Doppelkonkurrenz des Turniers von München 2009 einen Titel auf der ATP World Tour erringen. Darüber hinaus gelang es ihm 2005 das Finale der Einzelkonkurrenz von Sydney zu erreichen, das er jedoch in zwei Sätzen gegen Lleyton Hewitt verlor. Seine höchste Weltranglistenposition im Einzel erreichte er mit Rang 62 im Juli 2009, im Doppel mit Platz 120 im Mai 2006.
Im Juli 2009 wurde Ivo Minář positiv auf das Dopingmittel Methylhexanamin getestet und daraufhin von der ITF für acht Monate gesperrt.

### Davis Cup
Seit 2007 spielt Minář für die tschechische Davis-Cup-Mannschaft. In der Saison 2009 erreichte er mit dieser das Finale, wo sie in Barcelona Spanien jedoch klar mit 0:5 unterlagen. Minář kam dabei lediglich im Viertelfinale gegen Argentinien zum Einsatz, wo er in der letzten Einzelbegegnung gegen Juan Martín del Potro glatt unterlag. 2012 qualifizierte sich die tschechische Mannschaft zum zweiten Mal für das Finale, welches in Prag ausgetragen wurde. Erneut war der Gegner Spanien, der diesmal mit 3:2 besiegt wurde. Minář kam erneut nur zu einem Einsatz, wiederum gegen Argentinien. Wie schon 2009 handelte es sich bei seinem Einsatz um die letzte, für das Endresultat bereits irrelevante Begegnung. Gegen Juan Mónaco unterlag er wie schon del Potro in zwei Sätzen. Im Finale gegen Spanien stand Minář zwar im Aufgebot, wurde jedoch nicht eingesetzt. Tschechien verteidigte 2013 erfolgreich seinen Titel. Minář stand in den ersten beiden Partien gegen die Schweiz und Kasachstan im Kader, kam jedoch in keiner Partie zum Einsatz.

## Erfolge
| Legende                     |
| Grand Slam                  |
| ATP World Tour Finals       |
| ATP World Tour Masters 1000 |
| ATP World Tour 500          |
| ATP World Tour 250 (1)      |
| ATP Challenger Tour (9)     |

### Einzel

#### Turniersiege
| Nr. | Datum             | Turnier      | Belag     | Finalgegner       | Ergebnis        |
| --- | ----------------- | ------------ | --------- | ----------------- | --------------- |
| 1.  | 7. März 2006      | Ostrava      | Sand      | Marcel Granollers | 6:1, 6:0        |
| 2.  | 2. September 2007 | Freudenstadt | Sand      | Éric Prodon       | 7:5, 6:3        |
| 3.  | 4. November 2007  | Busan (1)    | Hartplatz | Viktor Troicki    | 7:62, 6:77, 6:3 |
| 4.  | 2. November 2008  | Busan (2)    | Hartplatz | Alex Bogomolow    | 6:1, 2:0 aufgg. |
| 5.  | 29. März 2009     | Barletta     | Sand      | Santiago Ventura  | 6:4, 6:3        |
| 6.  | 26. April 2009    | Sofia        | Sand      | Florian Mayer     | 6:4, 6:3        |
| 7.  | 8. Mai 2010       | Kairo        | Sand      | Simone Vagnozzi   | 3:6, 6:2, 6:3   |
| 8.  | 19. März 2011     | Rabat        | Sand      | Peter Luczak      | 7:5, 6:3        |
| 9.  | 22. April 2012    | Santos       | Sand      | Ricardo Hocevar   | 4:6, 6:1, 6:4   |

### Doppel

#### Turniersiege
| Nr. | Datum       | Turnier | Belag | Partner     | Finalgegner               | Ergebnis |
| --- | ----------- | ------- | ----- | ----------- | ------------------------- | -------- |
| 1.  | 3. Mai 2009 | München | Sand  | Jan Hernych | Ashley Fisher Jordan Kerr | 6:4, 6:4 |